# The Upsetters
The Upsetters je ime house sastava jamajkanskog reggae glazbenika Leeja "Scratch" Perryja. Sastav se zove po Perrjevu nadimku Upsetter, prema njegovoj pjesmi I Am The Upsetter, glazbeni dissmissal njegovog bivšeg šefa Coxsonea Dodda.
Sastav je postojao od 1969. do 1979. godine.
Sastav se u početku zvao Gladdy's All-Stars, a vodio ih je pijanist Gladstone Anderson. Oni su izvorno snimili međunarodni hit "Live Injection" i "Return Of Django". Kad su ostale obveze spriječile All Starse, jedan drugi sastav, The Hippy Boys, se unovačilo za turneju po Uj. Kraljevstvu. Ova postava je ostala kao studijski sastav kojeg se najviše povezuje s imenom, koji će kasnije tvoriti jezgru pratećeg sastava Boba Marleya, The Wailers
U sastavu su bili gitarist Alva Lewis, orguljaš Glen Adams i braća Aston "Family Man" Barrett na bas-gitari i Carlton Barrett na bubnjevima.
Kad su braća Barretti postali članovima Wailersa s Bobom Marleyem 1972., Lee Perry je doveo druge vrhunske glazbenike da bi ispunili prazninu koja je nastala njihovim odlaskom. Novi Black Ark Upsetters su postali basist Boris Gardiner, Mikey Richards, Sly Dunbar, Benbow Creary (bubnjevi), Earl "Chinna" Smith (gitara), Winston Wright (klavijatura) i Keith Stirling (klavijatura). Upsettersi su više puta mijenjali ime: Upsyndicates, Upsetter Pilgrims, Third And Fourth Generation, Upsetting Upsetters, Mighty Upsetters, Black Ark Players.
Pjesme "Return of Django" i "Dollar In the Teeth" su bile glazba za Grand Theft Auto: London. Pjesma "I Chase The Devil" s albuma War Ina Babylon Maxa Romea i Upsetters a se javlja na reggae-radiju K-JAH Radio West u popularnoj igrici Grand Theft Auto San Andreas izdanoj u listopad 2004. godine.
"Return of Django" se javlja u filmu This Is England.
S Upsettersima su svirali brojni glazbenici koji su gravitirali Perryju ili njegovom studiju:  Dave Barker (vokal), Leo Graham (vokal), Max Romeo (vokal), Jah Lion (vokal), Jackie Jackson (bas-gitara), Boris Gardiner (bas-gitara), Radcliffe Bryan (bas-gitara), Robbie Shakespeare (bas-gitara), Spike (bas-gitara), Lloyd "Tin Leg" Adams (bubnjevi), Lloyd Knibb (bubnjevi), Mikey Richards (bubnjevi), Sly Dunbar (bubnjevi), Benbow Creary (bubnjevi), Winston Grennan (bubnjevi), Hugh Malcolm (bubnjevi), Peng (bubnjevi), Winston Wright (klavijature), Ansel Collins (klavijature), Gladstone Anderson (klavijature), Keith Sterling (klavijature), Theophilus Beckford (klavijature), Robbie Lynn (klavijature), Augustus Pablo (klavijature), Mark Downie (klavijature, gitara), Russ Cummings (klavijature), Hux Brown (gitara), Earl "Chinna" Smith (gitara), Ron Williams (gitara), Ernest Ranglin (gitara), Willie Lindo (gitara), Michael Chung (gitara), Robert Johnson (gitara), Geoffrey Chung (gitara), Tarlok Mann (gitara), Val Bennett (saksofon), Tommy McCook (saksofon), Richard "Dirty Harry" Hall (saksofon), Glen DaCosta (saksofon), Lloyd Clarke (saksofon) te Vin Gordon, Ron Wilson, Bobby Ellis, David Madden, Egbert Evans i Trevor Jones. S Upsettersima su svirali The Silvertones pod imenom The Muskyteers.
Kao pozadinski sastav su svirali Maxu Romeu na albumu War Ina Babylon iz 1976. godine.

## Albumi
Upsetters
- The Upsetter (1969.)
- Return of Django (1969.)
- Clint Eastwood (1970.)
- Many Moods of the Upsetters (1970.) (kompilacija)
- Scratch the Upsetter Again (1970.)
- The Good, the Bad and the Upsetters (1970.)
- Eastwood Rides Again (1970.)
- Africa's Blood (1972.)
- Cloak and Dagger (1973.)
- Rhythm Shower (1973.)
- Upsetters 14 Dub Blackboard Jungle poznat i kao Blackboard Jungle Dub (1973.)
- Double Seven (1974.)

Black Ark era
- DIP Presents the Upsetter (1975.)(kompilacija)
- Return of Wax (1975.)
- Musical Bones (1975.)
- Kung Fu Meets the Dragon poznat kao Heart of the Dragon (1975.)
- Revolution Dub (1975.)
- Super Ape poznat kao Scratch the Super Ape (1976.)
- Return of the Super Ape (1978.)

## Vanjske poveznice
- Allmusic The Upsetters